# نبيل نغيز
نبيل نغيز (مواليد 25 سبتمبر 1967 في جيجل، الجزائر) لاعب كرة قدم سابق ومدرب كرة قدم جزائري، يعمل حاليًا في المنتخب الجزائري كمساعد للمدرب فلاديمير بيتكوفيتش 

## مسيرته الرياضية
بدأ نبيل نغيز مسيرته الإدارية بتولي تدريب فريق مولودية دي كاوس، وقادهم إلى الصعود في موسم 2006-2007. في موسم 2008-2009 درب نبيل فريق لاتنتنتي دي كولو وقادهم بنجاح للصعود إلى الدرجة الثالثة. بعد ذلك عمل نبيل كمدير مساعد إلى جانب البرازيلي جواو ألفيس في نادي شباب قسنطينة. عاد لاحقًا لتدريب شباب عين الفكرون، حيث حقق نجاحًا ملحوظًا من خلال حصول النادي على ترقيتين، وفي النهاية نافس في دوري الدرجة الثالثة.
في 20 نوفمبر 2017 وقع عقدا مع نادي أحد السعودي في أول تجربة له خارج الجزائر.

## روابط خارجية
- نبيل نغيز على موقع قاعدة بيانات كرة القدم.إي يو (الإنجليزية)
- نبيل نغيز على موقع عالم كرة القدم.نت (الإنجليزية)